# Eckart Schibber

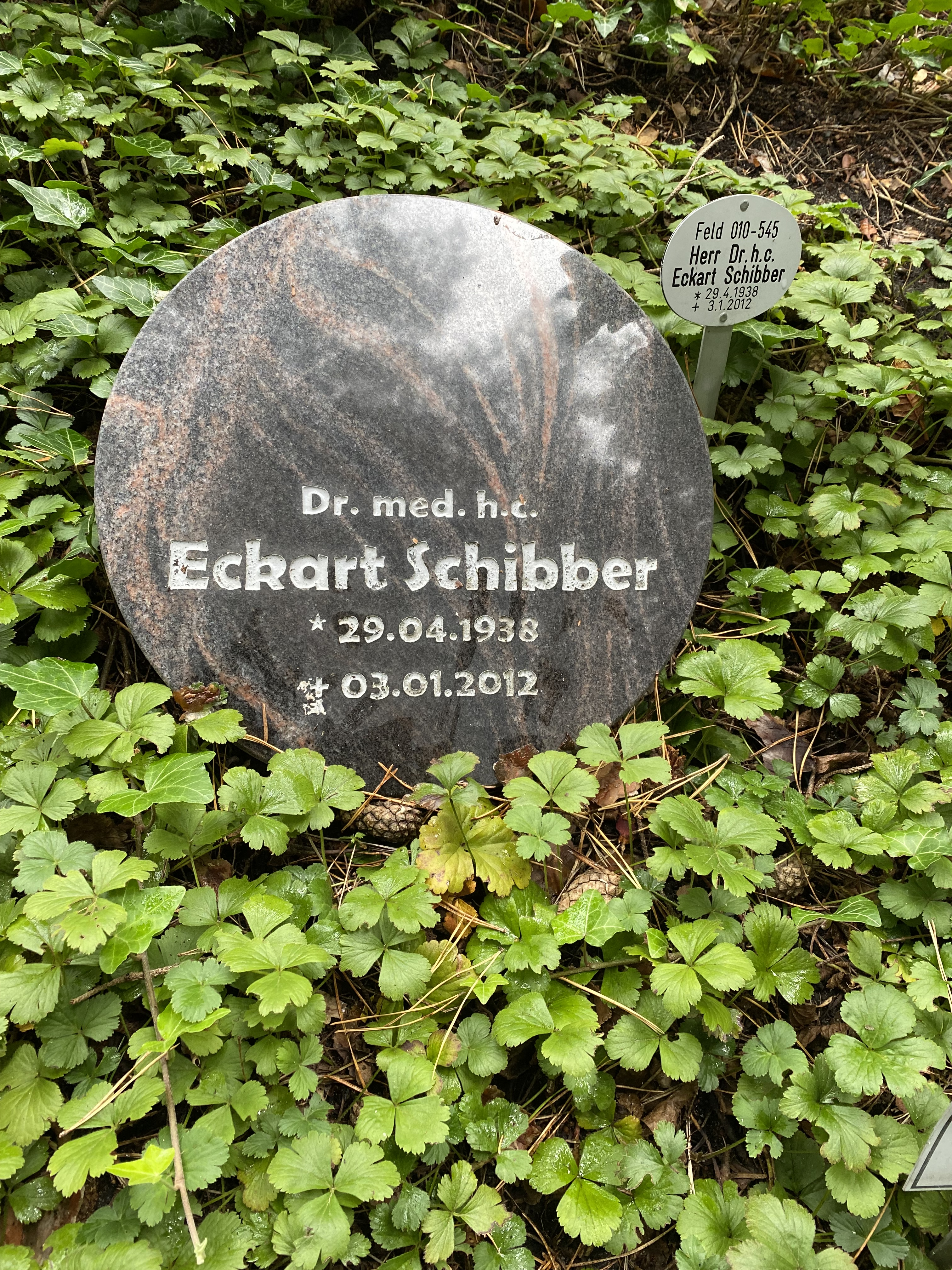
Grabstätte Eckart Schibber

Eckart Schibber (* 29. April 1938; † 3. Januar 2012 in Berlin) war ein deutscher Moderator und Journalist. Er war langjähriger Moderator des Gesundheitsmagazin QUIVIVE beim Sender Freies Berlin.

## Leben
Seine Mutter starb, als er 6 Jahre alt war. Daraufhin heiratet sein Vater seine Schwägerin Ruth. Sie starb 1957.
Nach seinem Publizistikstudium machte Schibber zahlreiche Praktika bei Hörfunk und Fernsehen. Bevor Schibber 1976 festangestellter Redakteur beim SFB-Hörfunk wurde, arbeitete er ab 1961 als Autor, Reporter und freiberuflicher Redakteur.  Von 1993 bis 1999 war er erster Vorsitzender des Arbeitskreises Medizinpublizisten – Klub der Wissenschaftsjournalisten e. V.
Kurz nach seiner Pensionierung 2003 wurde bei ihm Leukämie und Parkinson festgestellt. Eckart Schibber verstarb 73-jährig und wurde auf dem Waldfriedhof Dahlem (Feld 010-545) beigesetzt.

## Ehrungen
- 1999 Ehrendoktorwürde der humanmedizinischen Fakultät der Freien Universität Berlin.
- 2003 Ernst-von-Bergmann-Plakette